# Horncliffe
Horncliffe är en ort och civil parish i Storbritannien.   Den ligger i enhetskommunen Northumberland och riksdelen England, i den centrala delen av landet, 500 km norr om huvudstaden London. Horncliffe ligger 34 meter över havet och antalet invånare är 403.
Terrängen runt Horncliffe är platt. Runt Horncliffe är det ganska glesbefolkat, med 25 invånare per kvadratkilometer. Närmaste större samhälle är Berwick-upon-Tweed, 8,2 km nordost om Horncliffe. Trakten runt Horncliffe består till största delen av jordbruksmark.